# Hořešovičky
Hořešovičky (Duits: Klein Horeschowitz) is een Tsjechische gemeente in de regio Midden-Bohemen en maakt deel uit van het district Kladno. Het dorp ligt op 20 km afstand van de stad Kladno en op 12 km afstand van Slaný.
Hořešovičky telt 129 inwoners (2023).

## Geschiedenis
De eerste schriftelijke vermelding van het dorp dateert van 1227.
Sinds 1960 is Hořešovičky een zelfstandige gemeente binnen het district Kladno.

## Vervoer

### Autowegen
Er leiden verschillende regionale wegen leiden naar het dorp. Weg I/7 doorkruist het dorp en verbindt Hořešovičky met Praag, Slaný, Louny en Chomutov.

### Spoorlijnen
Er is geen spoorlijn of station in het dorp. Het dichtstbijzijnde station is Klobuky v Čechách, op 4,5 km afstand. Dat station ligt aan spoorlijn 110 Kralupy nad Vltavou - Slaný - Louny.

### Buslijnen
Er halteren buslijnen naar de volgende bestemmingen in het dorp: Chomutov, Jirkov, Litvínov, Louny, Most, Praag en Slaný.

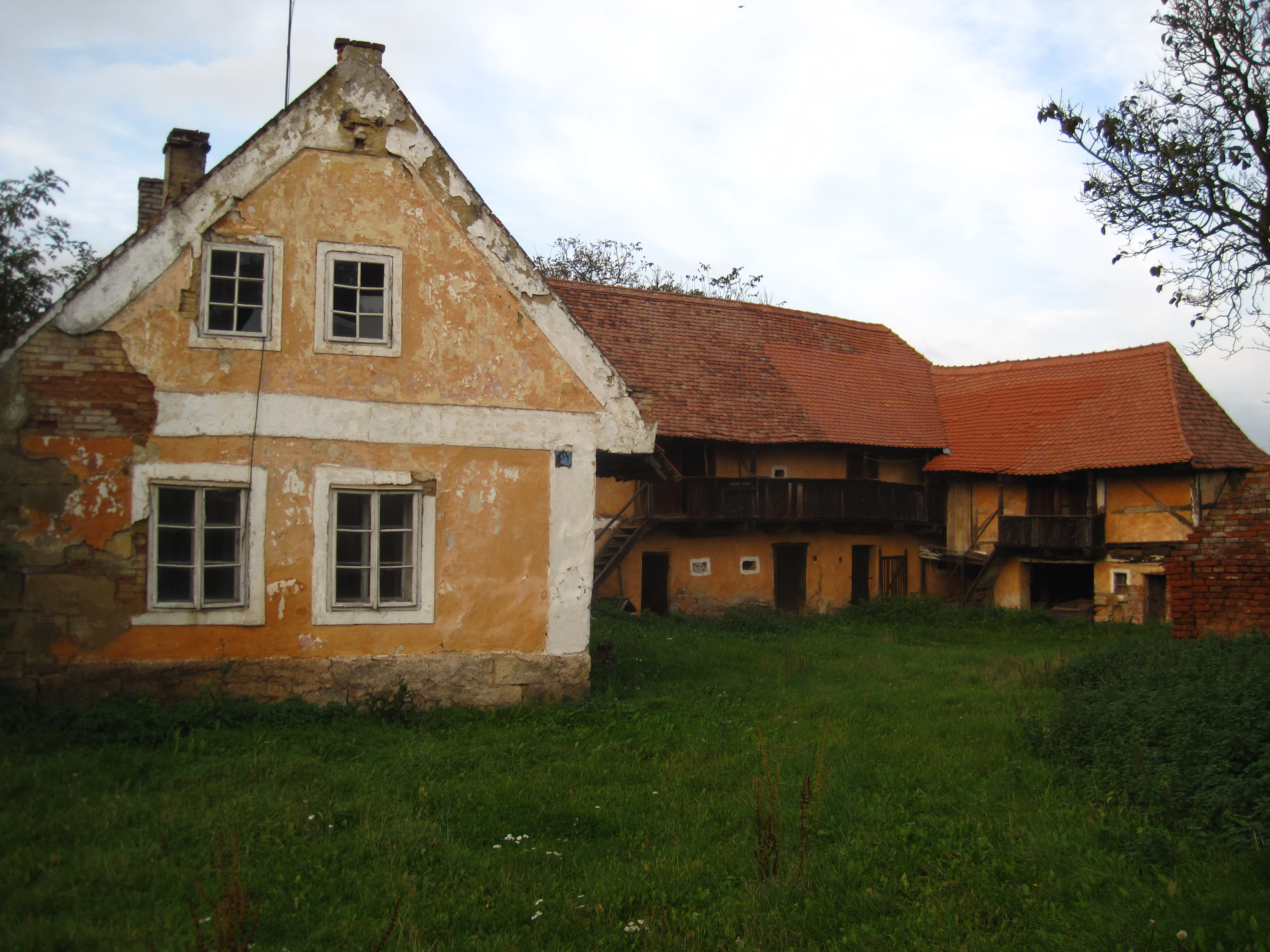
Monumentale boerderij (nr. 15)

## Bezienswaardigheden
- Kapel op het dorpsplein, een barokken gebouw uit het midden van de 18e eeuw;
- Monumentale boerderij (huisnummer 15).